# Lygosoma singha
Espèce
Synonymes
- Riopa singha Taylor, 1950

Statut de conservation UICN

 DD  : Données insuffisantes
Lygosoma singha est une espèce de sauriens de la famille des Scincidae.

## Répartition
Cette espèce est endémique du Sri Lanka.

## Publication originale
- Taylor, 1950 : Ceylonese Lizards of the Family Scincidae. University of Kansas Science Bulletin, vol. 33, no 13, p. 481-518 (texte intégral).